# Bathippus brevipalpis
Bathippus brevipalpis es una especie de araña saltarina del género Bathippus, familia Salticidae. Fue descrita científicamente por Roy, Saha & Raychaudhuri en 2016.

## Distribución
Habita en India.